# Expérience (jeu de rôle)
Pour les articles homonymes, voir Expérience (homonymie).
 (janvier 2015).
Si vous disposez d'ouvrages ou d'articles de référence ou si vous connaissez des sites web de qualité traitant du thème abordé ici, merci de compléter l'article en donnant les références utiles à sa vérifiabilité et en les liant à la section « Notes et références ».

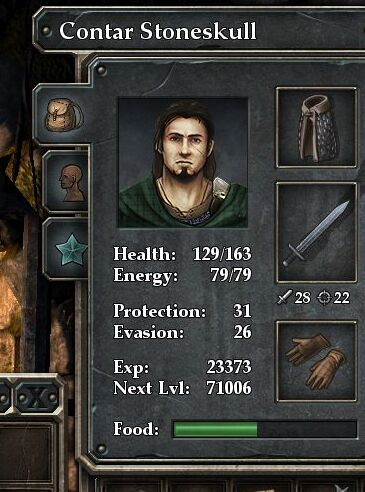
Un personnage du jeu Legend of Grimrock on voit qu'il a 23373 points d'expérience (Exp)

Un des attraits du jeu de rôle et du jeu vidéo de rôle est de voir progresser le personnage que l'on interprète. Dans certains jeux, ceci est représenté par des points d'expérience, abrégés pex ou XP (experience point). Certains jeux proposent une évolution des personnages qui n'est pas nécessairement une progression (dans le sens augmentation de la puissance) mais une variation des capacités.

## Systèmes à points d'expérience

### Acquisition de points d'expérience
Les systèmes de points d'expérience sont une des singularités des jeux de rôle, ils permettent au personnage, lorsqu'il remplit certaines conditions, de gagner des points d'expérience. L'accumulation de ces points d'expérience permet au personnage : cela peut se traduire par le renforcement de leurs statistiques (caractéristiques, compétences), en passant parfois par un changement de niveau (level en anglais).
Dans le premier jeu de rôle, Donjons et Dragons, les personnages acquièrent des points d'expérience en combattant des monstres et en accumulant des trésors (une pièce d'or valant un XP). Si ce système donne un souffle épique au jeu, cela entraîne aussi une course à la puissance (voir Gros Bill et Levelling).
Pour éviter cet écueil, de nombreux jeux distribuent les points d'expérience lorsque l'on résout une situation de manière générale, sans que cela fasse intervenir nécessairement du combat. D'autres en attribuent pour l'utilisation judicieuse de compétences (en situation de stress, ou bien lorsque cela fait progresser l'action), ou bien lorsqu'un joueur a bien interprété son rôle, qu'il a eu une bonne idée.
Toutefois, dans la plupart des jeux vidéo d'aventure, l'accumulation de points d'expérience reste liée aux mécanismes simples initiaux.

### Expérience préliminaire
Dans les premiers jeux de rôle, les caractéristiques étaient déterminées de manière aléatoire, par des jets de dés. Par la suite, des jeux ont proposé de bâtir, partiellement ou totalement, un personnage en dépensant un capital de points. Dans certains jeux, le système de construction du personnage et le système de progression sont identiques ; la construction du personnage est alors souvent appelée « expérience préliminaire ».

### Effet de l'accumulation de points d'expérience
Il existe deux cas typiques :
- les jeux à niveaux : la quantité de points de compétence est découpée en paliers dont le passage marque l'obtention d'un niveau ; lors du passage du niveau, le personnage acquiert de nouvelles possibilité, ou améliore ses capacités ;
  - Donjons et Dragons et d20 System,
  - Système Palladium,
  - Rolemaster ;
- les jeux à « achat de possibilité » : les points d'expérience peuvent être dépensés pour acheter des nouvelles capacités ou augmenter celles que l'on a ;
  - Rêve de dragon et ses « points de stress »,
  - D6 System et ses « points de personnage » (character points),
  - Te deum pour un massacre et ses « points d'expériences ».

Plus un personnage est compétent dans un domaine, plus il est difficile de progresser plus loin. Ceci peut se traduire par :
- une augmentation du nombre de points à accumuler pour monter de niveau ;
- un gain de points d'expérience dépendant de la différence entre la difficulté de l'épreuve et le niveau du personnage ;
- un coût d'achat plus important au fur et à mesure que les compétences progressent.

## Autres systèmes d'expérience
Le jeu Donjons et Dragons lui-même a introduit un type de progression totalement détaché des points d'expérience avec la campagne Lancedragon (1984) : les personnages montent de niveau au fur et à mesure que l'histoire progresse, au passage des chapitres.
Certains jeux de rôle incluent plutôt la notion de progression dans chaque compétence sans accumulation de points.
Par exemple, dans RuneQuest, un personnage peut faire progresser une caractéristique s'il l'a utilisée en situation de stress durant la partie. Pour cela, il doit rater un jet de compétence, simulant ainsi le fait qu'il est plus difficile de progresser lorsque l'on a déjà acquis un bon niveau.
Certains jeux permettent d'augmenter les capacités en prenant des cours, en suivant un apprentissage auprès d'un maître (Exemple : Skyrim). Selon les circonstances, cela peut être contre paiement, ou bien une gratification pour un service rendu, ou encore le personnage devient l'héritier du maître.
Des jeux, comme Traveller, lient la progression non pas aux aventures que vivent les personnages mais à leur vieillissement. L'expérience est alors une notion à long terme et qui, d'un point de vue du jeu, a comme contrepartie une baisse de certaines capacités due à l'âge. Dans certains jeux, comme Tenga (il faut dépenser des points pour maintenir une compétence à sa valeur et qu'elle ne régresse pas) ou HeroQuest 2, un personnage qui n'entretient pas une capacité voit cette capacité décliner.
Certains jeux, comme HITOS, proposent une progression « horizontale », à puissance constante : le personnage peut entre chaque partie dégrader certaines capacités pour en améliorer d'autres. Le joueur peut ainsi faire évoluer son personnage au fur et à mesure. Ce système permet d'éviter la différence de puissance entre un personnage nouvellement créé (nouveau joueur du groupe ou bien joueur créant un nouveau personnage à la suite de la mort du sien) et le reste d'un groupe.
Dans certains jeux, les personnages sont « incomplets » à leur création : des zones sont laissées dans le flou et sont précisées à la volé en cours de jeu. Typiquement, les joueurs conservent une réserve de point d'expérience préliminaire non dépensée et prennent des compétences lorsqu'ils en ont besoin au cours du jeu, construisant l'historique de leur personnage a posteriori.
Enfin, le meneur de jeu peut aussi récompenser les joueurs en attribuant pouvoirs ou des objets magiques ou technologiques aux personnages. Des objets à usage limité, ou bien pouvant être perdus, détruits… permettent de gérer la puissance des personnages et d'éviter qu'ils ne deviennent surpuissants, réduisant l'intérêt du jeu. Dans certains jeux, les points d'expérience permettent d'acquérir ou d'améliorer du matériel rare ou des contact ; lorsque le matériel est perdu ou détruit, ou bien si le contact est compromis, les jeux permettent parfois de récupérer les points pour les investir ailleurs.
Mention spéciale au jeu Post mortem : dans ce jeu de fantômes, l'expérience se gagne sans prévenir, sur un coup de chance, sous la forme d'une petite gemme magique (dénommée X-Bille) générée par le personnage lui-même. Lorsque cela arrive, tout le monde se bat pour l'attraper et, soit en bénéficier soi-même, soit la revendre (car c'est aussi la monnaie de cet univers).

## Levelling
Le levelling ou level-up est un terme utilisé par les joueurs de jeu vidéo, et notamment de jeux vidéo de rôle, avec un système d'expérience, pour désigner l'entraînement à seule fin de faire progresser un personnage. On pourrait traduire ce terme par « jouer le niveau », par analogie aux expressions sportives « jouer la montre » ou « jouer le joueur » (tacler) plutôt que « jouer la balle ». Dans les jeux de rôle sur table, on parle de grosbillisme.
Le levelling peut aussi avoir pour but d'accumuler de l'argent, dans le cas où le joueur est gratifié d'une somme après chaque combat.

### Difficulté croissante de progression
En général, plus le niveau du personnage est élevé, plus il est long et difficile d'acquérir un niveau supérieur ; le levelling est donc à chaque niveau plus long ou plus difficile. Dans la très grande majorité des jeux, le nombre de points d'expérience nécessaires tend à croître de manière linéaire après chaque passage à niveau, sans que cela ne change le nombre de points gagnés sur un même type d'action, comme tuer un type de monstre (dans le cas d'un jeu de combat). De ce fait, le joueur a deux possibilités après chaque passage à niveau :
- soit il continue à combattre dans la même zone qu'avant contre les mêmes monstres, ce qui a pour conséquence qu'il y passe un peu plus de temps que lors du précédent passage de niveau, voire à terme un temps considérable, puisque les monstres donnent un montant relativement insignifiant de points d'expérience par rapport au nombre requis ;
- soit il décide de migrer vers des zones avec des monstres beaucoup plus puissants qui donnent plus de points, ce qui rend le levelling plus rapide que par la première possibilité, mais évidemment beaucoup plus dangereux.

À l'inverse, il existe certains jeux (Paper Mario, par exemple) dans lesquels le nombre de points d'expérience requis pour monter d'un niveau est constant, mais cette fois, ce sont les monstres qui donnent moins de points après chaque passage à niveau, jusqu'au moment où le petit monstre de « niveau 1 » ne donnera plus un seul point d'expérience au personnage de « niveau 50 ».
Il existe aussi des jeux vidéo qui mêlent les deux types de progressivité, c'est-à-dire que le joueur doit collecter de plus en plus de points d'expérience sur des monstres qui en donnent de moins en moins. Ceci rend le levelling dans ces jeux très long et très difficile (voire pénible) à la longue, puisque seul le nombre requis de points d'expérience est en croissance linéaire, et non plus celui des points donnés par les monstres, ce qui implique que le joueur doit constamment changer de zone de combat pour pouvoir évoluer, et ce, nécessairement plus lentement. Ce système est utilisé dans le jeu en ligne massivement multijoueur Final Fantasy XI.

### Intérêt stratégique
Souvent, le fait de « jouer le niveau » est une « déviation » du jeu : la course à la puissance n'est pas toujours l'intérêt principal du jeu, et le fait d'avoir des faiblesses ajoute au frisson du jeu (peur de perdre son personnage) et oblige à affiner sa manière de jouer plutôt que de faire du « rentre dedans ».
À cause de la très grande difficulté de certains jeux, le joueur peut parfois choisir volontairement de ne plus progresser dans sa quête pendant quelque temps pour faire du levelling : il va alors choisir un endroit et y combattre pour augmenter le niveau et les statistiques de combat de son personnage.

### Exemples de jeux vidéo où le levelling est possible et conseillé
- Phantasy Star et Phantasy Star II
- Pokémon
- Les Final Fantasy
- World of Warcraft
- Dofus
- Diablo II
- Titan Quest
- Et plus généralement les jeux de rôle sur console ou ordinateur considérés comme difficiles ou les jeux en ligne massivement multijoueur

### Power leveling
Le power leveling est l'expression employée pour décrire le fait de faire monter le niveau (level) de son personnage dans un jeu de rôle en ligne aussi rapidement que possible.
Il peut concerner le fait de progresser depuis n'importe quel niveau (par exemple, le niveau 1 du personnage), jusqu'à n'importe quel niveau, et notamment le plus élevé (le niveau 60 dans le cas de World of Warcraft, par exemple).
Les méthodes du power leveling reposent sur une optimisation du déroulement des quêtes, en particulier pour ce qui concerne les parcours et les itinéraires entre les quêtes, et plus encore pour le choix des quêtes à retenir et de celle à éliminer : tout le monde fait des quêtes pour progresser vers le niveau supérieur, mais il s'agit ici de rechercher d'abord la plus grande accélération possible.
La notion de power leveling est souvent associée au fait de payer un tiers (farming) afin qu'il prenne en charge le développement de niveau de son personnage. De nombreuses sociétés sont même spécialisées dans cette activité, proposant aux joueurs de se charger pour eux de faire monter leur personnage très rapidement vers le plus haut niveau, moyennant une rémunération très variable.